# August Holmgren (tennisspelare)
August Holmgren, född 22 april 1998 i Helsingör, är en dansk professionell tennisspelare.
Holmgren blev dansk mästare i singel år 2018  efter seger över Holger Rune i finalen.
Han har vunnit tre tävlingar på Challenger-touren, samtliga på Hard court, men är främst känd för att som kvalspelare nå 3:e omgången i Wimbledonmästerskapen 2025 i sin första Grand Slam-turnering någonsin.

## ATP Challenger
| Resultat | V-T | Datum        | Turnering          | Kategori   | Underlag   | Moståndare                   | Resultat      |
| -------- | --- | ------------ | ------------------ | ---------- | ---------- | ---------------------------- | ------------- |
| Vinnare  | 1-0 | juli 2024    | Spanien Pozoblanco | Challenger | Hard court | Frankrike Antoine Escoffier  | 3–6, 6–3, 6–4 |
| Vinnare  | 2-0 | augusti 2024 | Portugal Porto     | Challenger | Hard court | Spanien Alejandro Moro Cañas | 7–63, 7–66    |
| Vinnare  | 3-0 | juli 2025    | Kanada Granby      | Challenger | Hard court | Kanada Liam Draxl            | 6–3, 6–3      |